# 宮本優花
宮本 優花（みやもと ゆうか、1996年1月25日 - ）は、日本の女性ファッションモデルである。岡山県出身。

## 略歴
- 2008年、ファッション雑誌『ピチレモン』（学研）の第16回モデルオーディションでグランプリを受賞。
- 2008年6月号より専属モデルとして活動。
- 2012年4月号をもってピチレモンを卒業。
- 2018年4月7日、アイドルグループ「ごちゃすと」に新メンバーとして加入[2]。5月27日よりグループ活動を休止し、6月4日脱退[3]。モデル活動は継続する。

## 人物
- 特技はそろばん[1]。
- 2歳上の姉がいる[4]。
- 中学校では吹奏楽部に在籍し、パーカッションを担当した[5]。
- 好きな食べ物はイチゴ[6]。
- 好きな言葉は「ありがとう」[6]。

## 出演

### 雑誌
- ピチレモン（2008年6月号 - 2012年4月号、学研）専属モデル

### テレビ
- すイエんサー（2011年11月 - 2013年3月、NHK Eテレ）
- 恋んトス シーズン4（2016年、TBS）

### CM
- ピザハット（2009年10月、日本ケンタッキー・フライド・チキン）